# 阿根廷—西班牙关系
阿根廷—西班牙关系是指阿根廷和西班牙之间的双边关系。由於19世纪中叶之前，阿根廷境內有不少西班牙移民，因此绝大多数阿根廷人至少都有部分西班牙血统。

## 歷史

### 西班牙殖民时期
1516年，胡安·迪亚斯·德索利斯率領下的西班牙探险队首次抵達阿根廷。 1536年，西班牙人在拉普拉塔平原建立了阿根廷境內的第一個西班牙人定居點。 1776年，拉普拉塔总督辖区成立，行政中心设在布宜諾斯艾利斯。

### 独立
1810年5月，五月革命爆發後，阿根廷宣布脱离西班牙独立。在接下来的八年里，何塞·德圣马丁領導阿根廷軍隊与西班牙军队作戰。 1824年，西班牙承認阿根廷独立。 1863年，两国之間建立了外交关系。 

### 独立后
自從阿根廷脱离西班牙独立以来的相當長的一段時間，两国之間的外交关系一直無太大波瀾。西班牙内战期间，阿根廷保持中立，而且只要西班牙公民提出庇護申請，阿根廷就會接納他們，而且无论他们是共和派还是國民軍的支持者。 西班牙内战结束後，阿根廷与弗朗西斯科·佛朗哥的西班牙政府依然維持外交关系。1947年，阿根廷第一夫人伊娃·裴隆访问西班牙，并向西班牙人民捐赠了五百万吨食物。 
1982年，阿根廷入侵福克蘭群島。西班牙支持阿根廷對馬爾維納斯群島的領土主张。福克兰战争期間，當時英國首相玛格丽特·撒切尔甚至担心西班牙会在支持阿根廷的同時入侵直布罗陀。 
2012年，阿根廷试图将西班牙跨国公司西班牙國家石油公司旗下的能源公司YPF国有化。西班牙表示此举将损害双边关系。 
2023年11月19日，阿根廷极右翼候选人米莱当选阿根廷总统。此後阿根廷政府与由左翼联盟执政的西班牙关系降温。米萊與西班牙首相佩德羅·桑切斯的內閣成員多次交鋒。米萊公開批評佩德羅·桑切斯的政策，例如批評佩德羅·桑切斯允许非法移民进入西班牙，危害西班牙妇女安全；与分离主义分子达成交易，破坏西班牙的完整。米莱又多次公开支持西班牙极右翼政党呼声。呼声的主席參加過米莱的總統就職典禮。
2024年5月，阿根廷总统米莱在马德里出席活动时，公开批评西班牙首相佩德羅·桑切斯和他的妻子腐败。西班牙外交大臣发表声明，要求米莱收回其批评佩德羅·桑切斯的言论，并公开道歉。西班牙外交大臣還宣佈无限期召回西班牙驻阿大使。10月29日，西班牙開始任命西班牙驻阿根廷大使，這意味着兩國關係開始正常化。

## 双边協議
两国签署了许多双边协议，如《航空运输协定》（1947 年）、《互免签证协定》（1947年）、《移民协定》（1960 年）、《文化合作协定》（1971 ）、《科学技术合作协定》（1972年）、《经济合作协定》（1974年）、《引渡合作協定》（1987 年）、《促进和保护投资协定》（1991 年）、《互相承认驾驶执照协定》（2002 年）、《避免双重征税协定》（2013 年） 和加强双边创新和技术发展合作的协议（2022 年）。 

## 贸易和投资
2017年，阿根廷和西班牙之间的贸易总额达27亿欧元。 阿根廷对西班牙的主要出口产品主要有：动物产品、冷冻鱼、甲壳类动物和贻贝、铜和有机化学品。西班牙对阿根廷的出口產品主要有：汽车零部件及设备、电气材料和医药化学品。 西班牙外换银行、桑坦德银行、 曼弗雷、西班牙電信和飒拉等西班牙跨国公司均在阿根廷开展业务。
西班牙是阿根廷的第二大投资來源国，僅次於美国。 

## 常驻外交使領館
- 阿根廷在马德里设有大使馆，在巴塞罗那和維戈设有总领事馆，在加的斯、帕尔马和圣克鲁斯-德特内里费設有领事馆。 [13]
- 西班牙在布宜诺斯艾利斯设有大使馆，并在布兰卡港、科尔多瓦、门多萨和罗萨里奥设有总领事馆。 [14]